# Sauromatum giganteum
Sauromatum giganteum är en kallaväxtart som först beskrevs av Adolf Engler, och fick sitt nu gällande namn av Cusimano och Wilbert Leonard Anna Hetterscheid. Sauromatum giganteum ingår i släktet ödlekallor, och familjen kallaväxter. Inga underarter finns listade.